# 毛鞘台湾鹅观草
毛鞘台湾鹅观草（学名：Roegneria formosana var. pubigera）为禾本科鹅观草属下的一个变种。

## 扩展阅读
- 維基物種上的相關：毛鞘台湾鹅观草